# Richard Fromberg
Richard James Fromberg (Ulverstone, 28 de abril de 1970) é um ex-tenista profissional australiano.